# Chevrolet Cruze Cup
A Chevrolet Cruze Cup foi lançada pela ADAC no dia 18 de janeiro de 2010, no Reino Unido. Os modelos Cruze participantes serão pouco modificados (ao contrário dos que competem no WTCC).
O modelo conta com barras de proteção internas, bancos de competição, com cintos de segurança com seis pontos e sistema de extinção de incêndio especificado pela FIA. A suspensão é esportiva, contendo componentes da KW Racing, rodas Rimstock e os pneus Dunlop. O motor 1.8L 16v tem 141 cavalos de potência máxima.
A primeira etapa ficou marcada para 10 de abril, na pista de Rockingham, como preliminar da Dunlop Sport Maxx Cup.